# فرانکلین (جورجیا)
فرانکلین، جورجیا (به انگلیسی: Franklin, Georgia) یک شهر در ایالات متحده آمریکا با جمعیت ۹۰۲ نفر است که در جورجیا واقع شده‌است.

## موقعیت جغرافیایی
موقعیت جغرافیایی شهرها و مناطق اطراف به شرح زیر است:

## نگارخانه

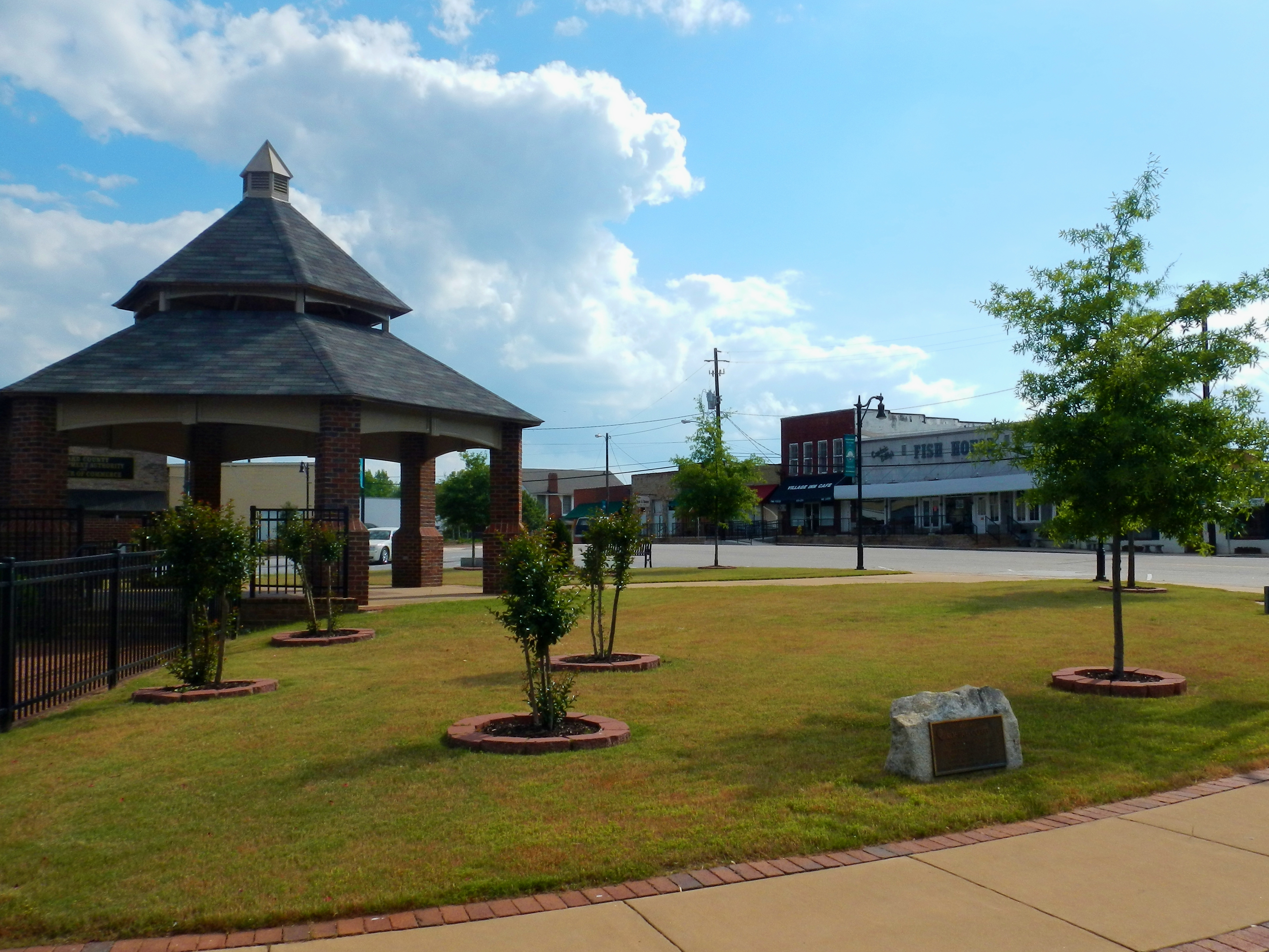
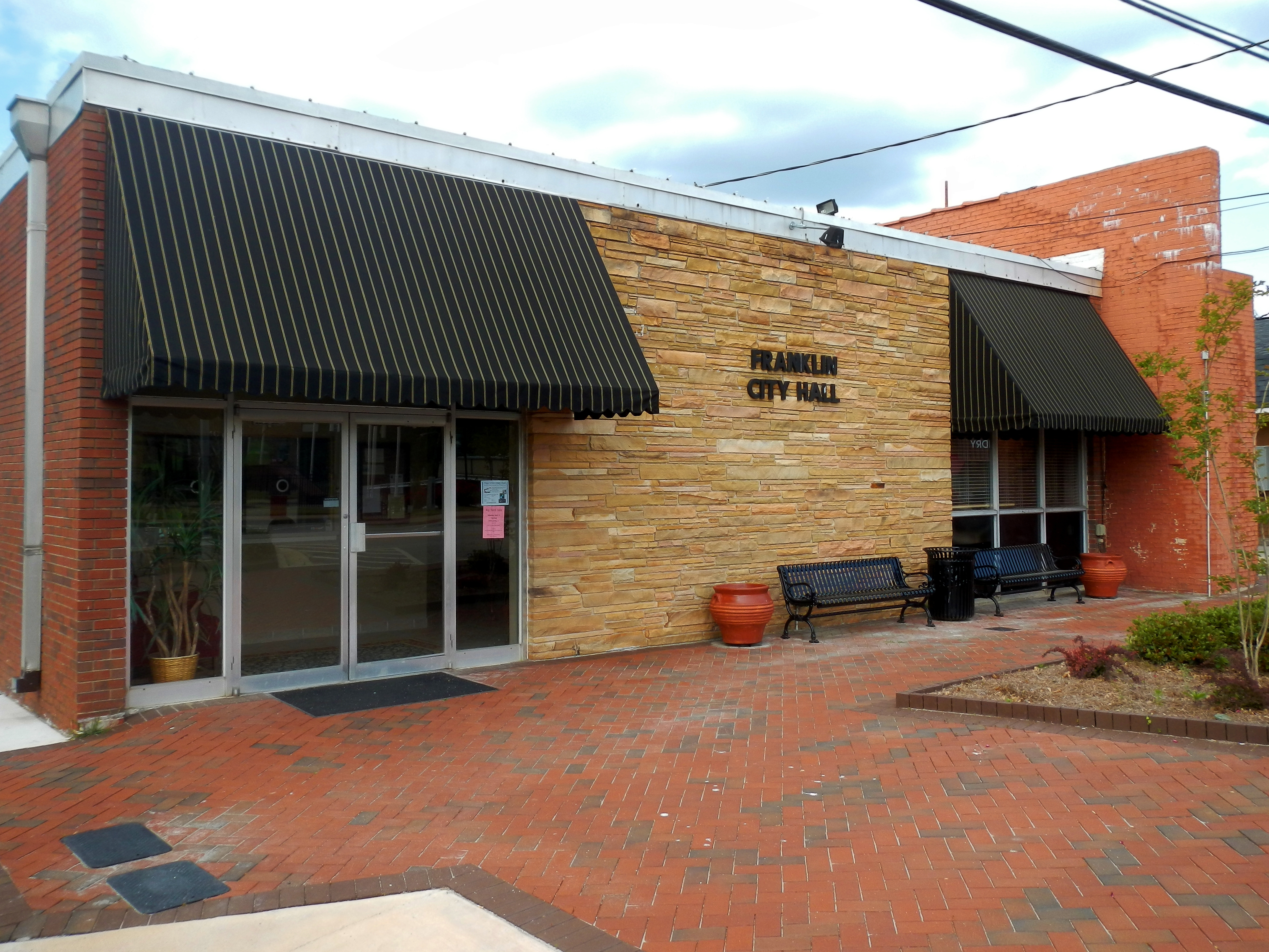
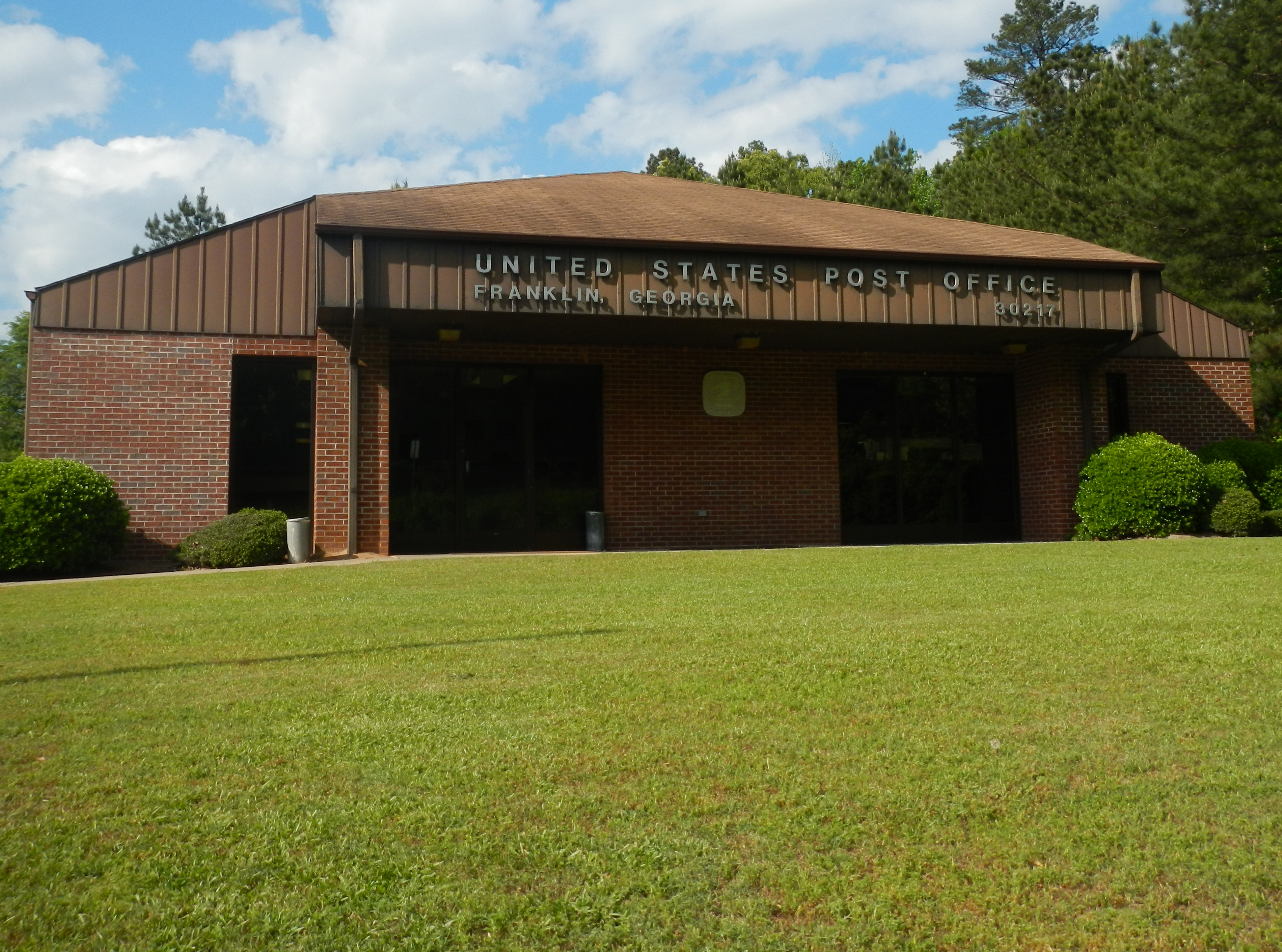
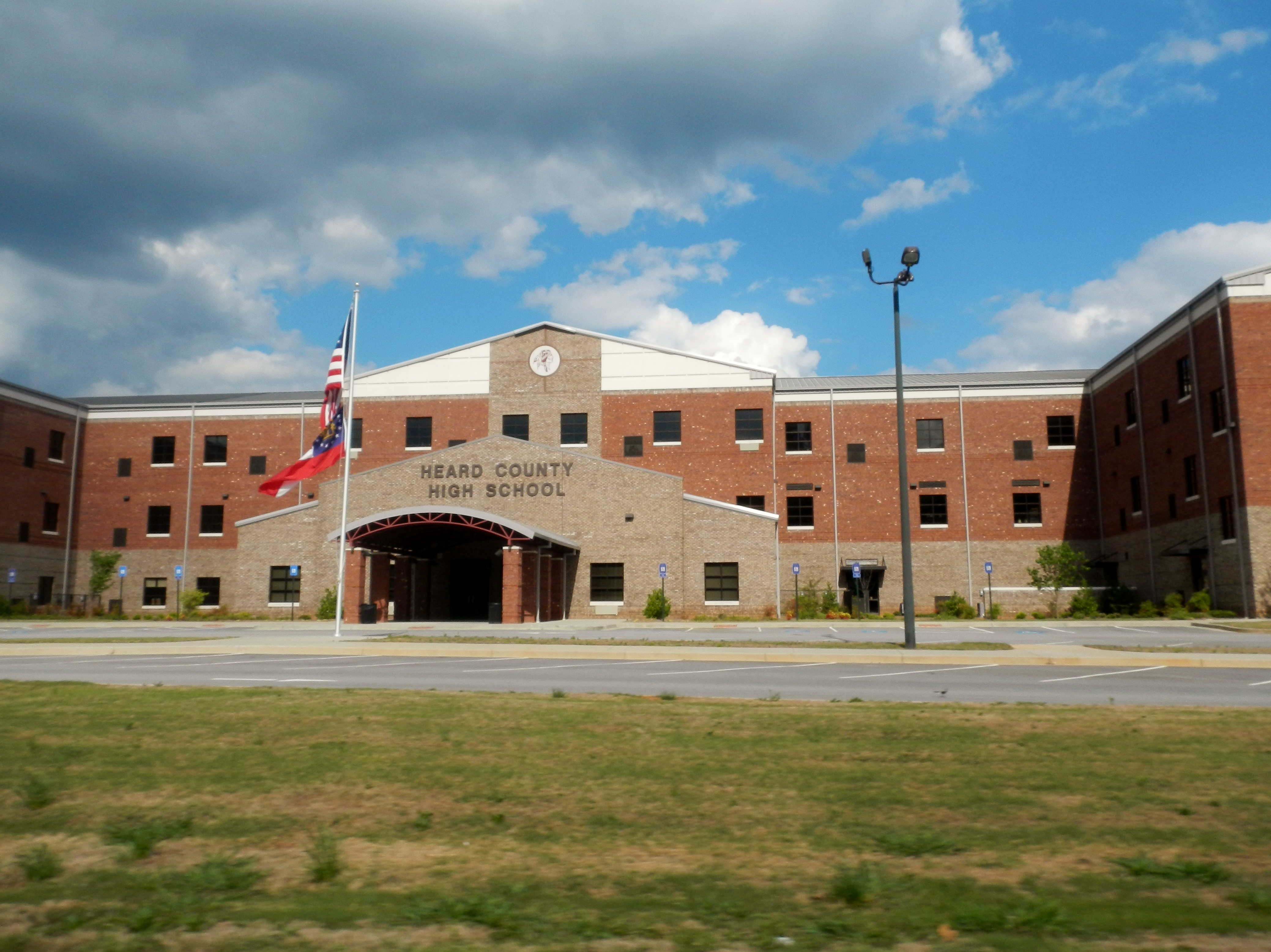
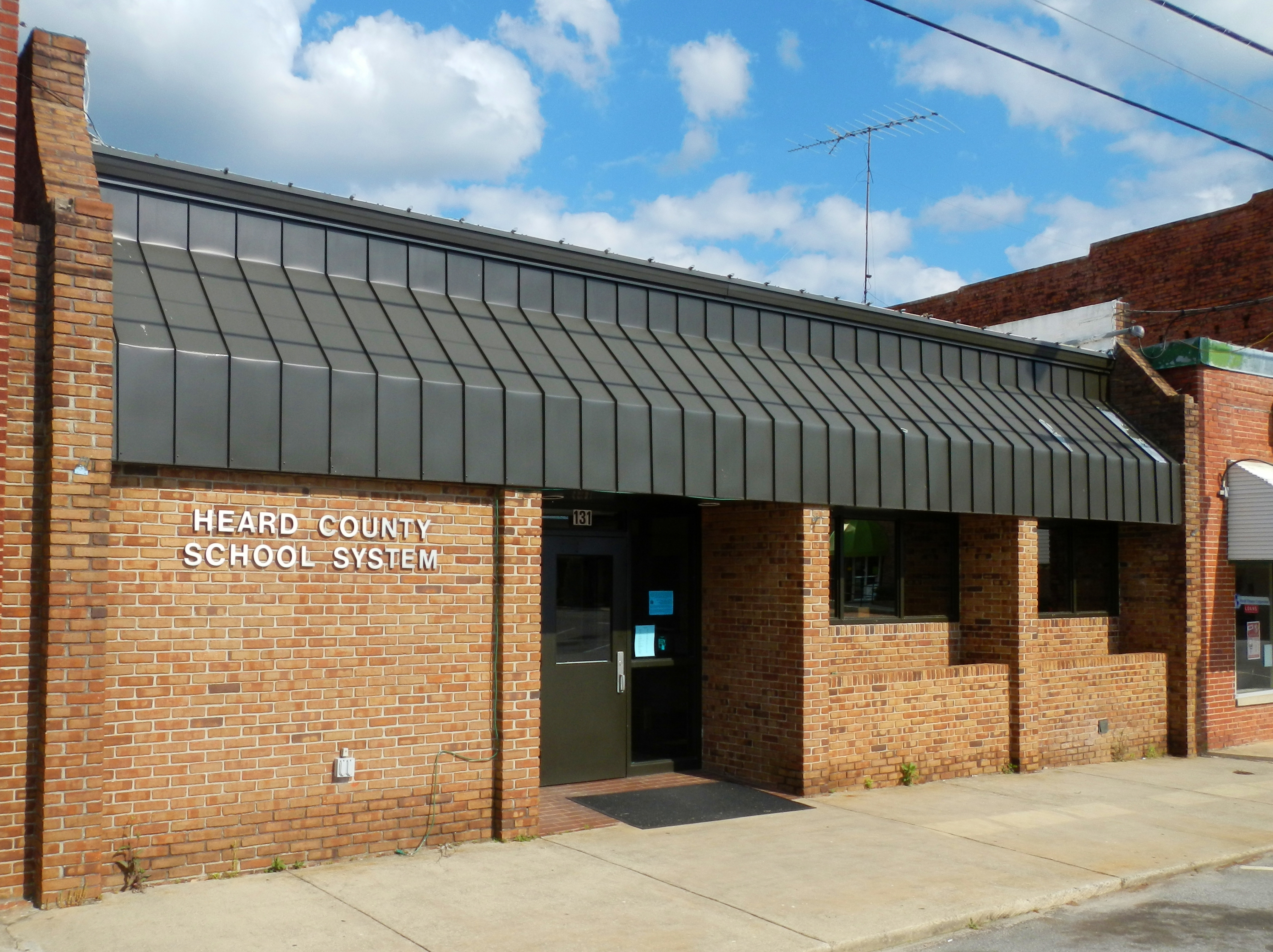